# 阿布奈
阿布奈（1635年—1675年5月5日），又作阿布鼐、阿布柰，博尔济吉特氏，察哈尔亲王，蒙古察哈尔可汗林丹汗与囊囊大福晋之子（遗腹子），额哲之弟。
阿布奈被因多年「不往燕都覲見」，被康熙帝罷黜並禁錮，以其子布尔尼襲爵。後布尔尼起兵反清，阿布奈被賜死。

## 簡介
天聪八年（1635年），在父亲林丹汗去世的当月出生。母亲囊囊大福晋在次年归顺后金，并改嫁于皇太极。崇德六年（1641年），兄长额哲去世后，阿布奈受命主管察哈尔部事务。顺治二年十月二十七日（1645年12月14日），他依照蒙古報寡嫂的习俗，娶皇太极二女固伦温庄长公主马喀塔为妻，生有二子布尔尼、罗布藏。顺治五年（1648年），加授骑都尉。顺治八年（1651年），袭封察哈尔亲王。
康熙八年（1669年），康熙帝以多年不朝觐等为由，削其王爵，将其监禁于盛京，并令其子布尔尼袭爵，将安亲王岳乐之女嫁予布尔尼。
康熙十四年（1675年），布尔尼与其弟罗布藏发动叛乱，预谋救出其父，但被清廷平定。不久阿布奈被連坐，賜自縊。

## 家庭
- 布尔尼、罗布藏

## 备注
1. 1 2  宝音初古拉文章[1]中，此事记于《蒙古源流》。